# غريغ ريد
غريغ ريد (بالإنجليزية: Greg Reid)‏ هو لاعب كرة قدم أمريكية أمريكي، ولد في 8 سبتمبر 1990 في فالدوستا في الولايات المتحدة.

## وصلات خارجية
- غريغ ريد على موقع مرجع كرة القدم المحترفة.كوم (الإنجليزية)